# Megalophanes viciella
Megalophanes viciella là một loài bướm đêm thuộc họ Psychidae. Nó được tìm thấy ở hầu hết châu Âu, except hầu hết miền bắc Europe, the Mediterranean và Đảo Anh. Nó cũng được tìm thấy ở Western Asia và Nhật Bản.

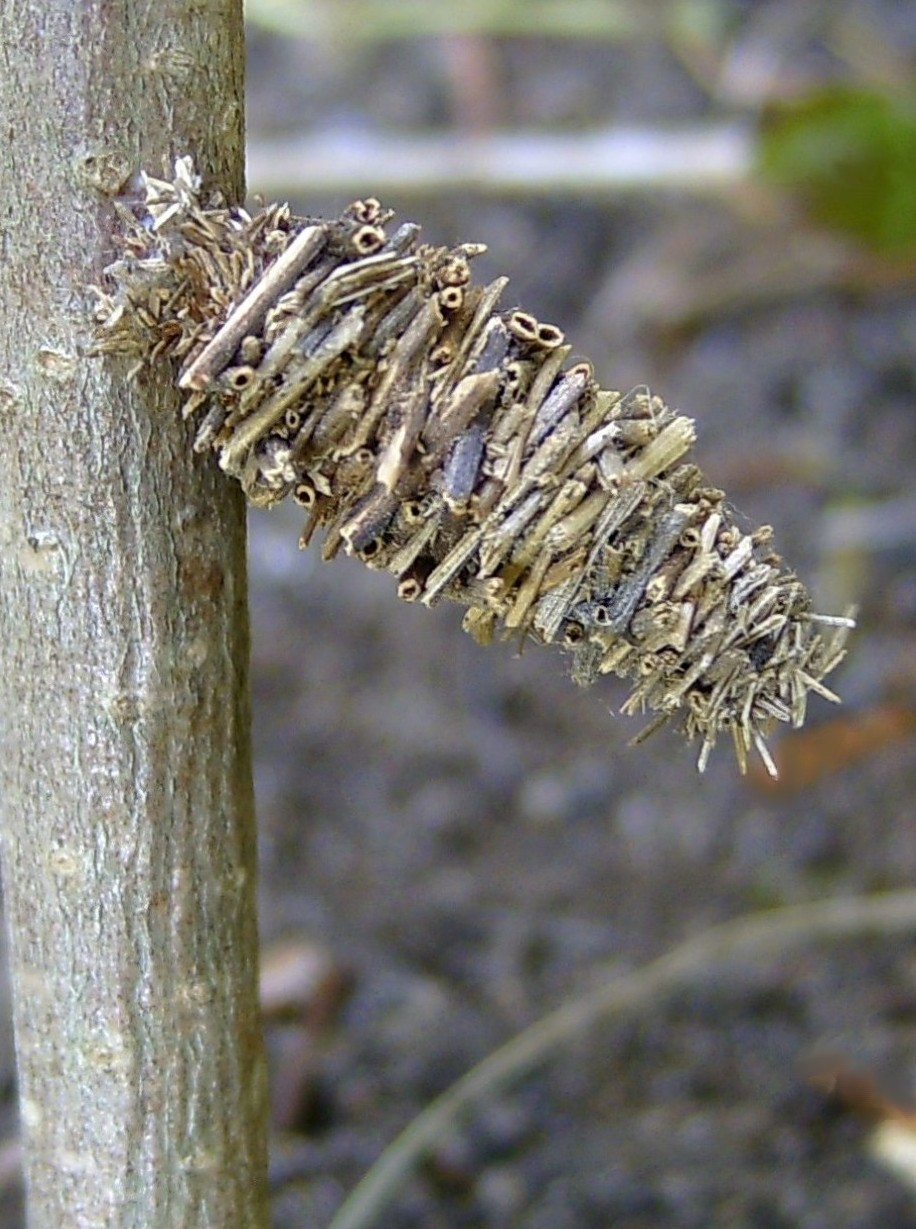
Case

There is strong sexual dimorphism in the adults. Males have a wingspan of 18–22 mm, females reach a length of 9–11 mm và are wingless. Con trưởng thành bay từ tháng 6 đến tháng 7.
Ấu trùng ăn various plants, bao gồm Vicia, Rumex, Scirpus, Calluna vulgaris, Betula pubescens, Stachys palustris và Vaccinium uliginosum.

## Hình ảnh

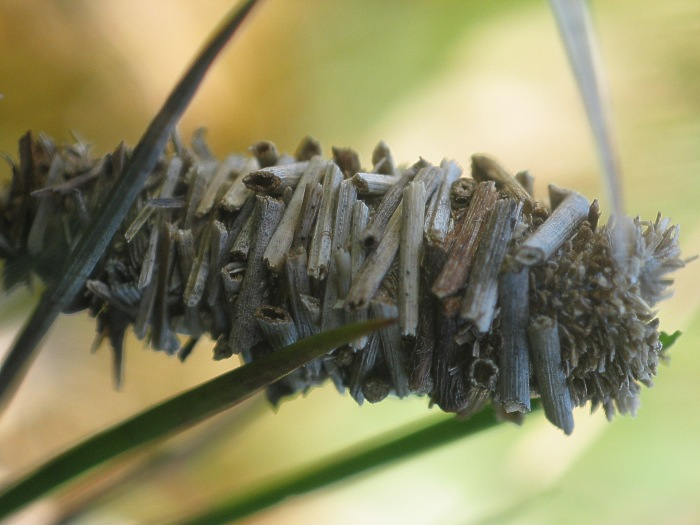